# Layana
Layana (Laiana, Laihanas, Laiano), jedna od podgrupa Guaná na istoku južnoameričkog Chaca na krajnjem jugu Brazila (Mato Groso do Sul) i Paragvaju. U povijesti se spominju uz plemena Terena, Echoaladi i Kinikinau. Jezično su pripadali južnoj skupini porodice Arawakan i govorili su dijalektom layana ili niguecactemigi.

## Vanjske poveznice
- Guana: A language of Paraguay